# Drynaria bonii
Drynaria bonii är en stensöteväxtart som beskrevs av Christ. Drynaria bonii ingår i släktet Drynaria och familjen Polypodiaceae. Inga underarter finns listade.